# Višeslav (Kroatien)
Višeslav (lateinisch Vuissasclavus, Visseslaus) war ein slawischer Fürst, der Anfang des 9. Jahrhunderts an einem unbekannten Ort im Südosten des Karolingerreiches herrschte.

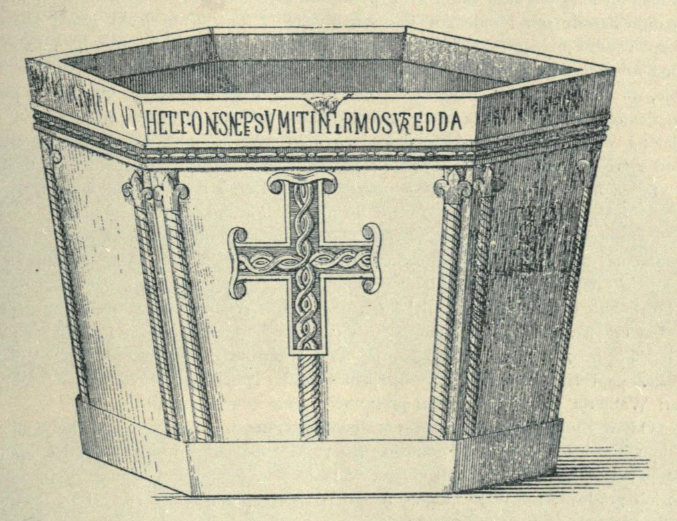
Taufbecken des Fürsten Višeslav (Zeichnung, 1889)

Die einzige erhaltene Quelle für seine Existenz ist das Taufbecken des Fürsten Višeslav, das im 19. Jahrhundert in Venedig aufgefunden wurde und sich heute im Muzej hrvatskih arheoloških spomenika in Split befindet. Aus der Aufschrift des Taufbeckens geht lediglich hervor, dass Višeslav dux war, sein Herrschaftsbereich wird jedoch nicht genannt. Das Taufbecken wird heute aufgrund kunsthistorischer und paläographischer Analyse gewöhnlich an den Anfang des 9. Jahrhunderts datiert, in der älteren Literatur fanden sich auch spätere Datierungen. In einem Teil der Literatur wurde das Taufbecken mit der Kathedrale von Nin in Verbindung gebracht und die Vermutung geäußert, Višeslav sei ein kroatischer Herrscher gewesen, diese Vermutung ist jedoch bis heute umstritten, da sich dafür keine konkreten Belege finden.